# Байрашевский, Ягья Ибрагимович
Ягья Ибрагимович Байрашевский (1895, Новогрудок, Минская губерния — 17 апреля 1938 или 1938, Симферополь) — советский педагог и языковед. Преподаватель Крымского государственного педагогического института имени М. В. Фрунзе. Участник Первой мировой войны. Расстрелян в 1938 году. Посмертно реабилитирован в 1963 году.

## Биография
Родился в городе Новогрудок (по другим данным в Слониме) в дворянской семье. Участник Первой мировой войны с 1915 по 1917 год. 17 декабря 1917 года был назначен командиром 11-й роты 1-го Мусульманского Крымского стрелкового полка «Уриет», а с 19 декабря — член финансовой комиссии полка по народным пожертвованиям. Закончил войну в чине подпоручика Кавказского 1-го стрелкового полка.
С 1924 по 1929 год — учёный секретарь Народного комиссариата просвещения Крыма. Являлся ответственным секретарём журнала «Окъув ишлери». Участвовал в первой крымской языковой конференции 1927 года. Окончил факультет крымскотатарского языка и литературы Крымского государственного педагогического института имени М. В. Фрунзе в Симферополе (1928).
С 1929 года — сотрудник Крымского педагогического института, где являлся ассистентом, помощником директора по заочному образованию и преподавал русский язык и литературу.
Во время Большого террора НКВД 9 июня 1937 года арестовала Байрашевского. 17 апреля 1938 года Верховный Суд СССР приговорил Байрашевского по 58-й статье (пункты 6, 8, 11) к расстрелу. Приговор был реализован 17 апреля 1938 года в одной из тюрем Симферополя, где тогда же было расстреляно более 30 различных представителей крымскотатарской интеллигенции. Решением Верховного Суда СССР от 31 января 1963 года Байрашевский был реабилитирован.

## Личная жизнь
Женат.

## Работы
- Конференция работников татар-просвещенцев // Бюллетень Крымского Народного комиссариата просвещения. 1924. № 11/12